# Anisocentropus bellus
Anisocentropus bellus är en nattsländeart som beskrevs av Banks 1931. Anisocentropus bellus ingår i släktet Anisocentropus och familjen Calamoceratidae. Inga underarter finns listade i Catalogue of Life.